# 1994–1995-ös dán labdarúgó-bajnokság (első osztály)
Az 1994–1995-ös Danish Superliga volt az 5. alkalommal megrendezett, legmagasabb szintű labdarúgó-bajnokság Dániában.
A címvédő a Silkeborg volt. A szezont a Aalborg csapata nyerte, a bajnokság történetében először.

## 1. szakasz
| Hely. | Csapat               | M  | Gy | D | V  | G+ | G– | Gk  | P  | Továbbjutás vagy kiesés      |
| ----- | -------------------- | -- | -- | - | -- | -- | -- | --- | -- | ---------------------------- |
| 1.    | Brøndby (F)          | 18 | 12 | 3 | 3  | 41 | 19 | +22 | 27 | Továbbjutott a 2. szakaszba  |
| 2.    | Aalborg              | 18 | 12 | 2 | 4  | 44 | 25 | +19 | 26 | Továbbjutott a 2. szakaszba  |
| 3.    | Odense               | 18 | 10 | 4 | 4  | 31 | 21 | +10 | 24 | Továbbjutott a 2. szakaszba  |
| 4.    | Lyngby               | 18 | 6  | 7 | 5  | 34 | 27 | +7  | 19 | Továbbjutott a 2. szakaszba  |
| 5.    | Silkeborg            | 18 | 5  | 7 | 6  | 21 | 23 | −2  | 17 | Továbbjutott a 2. szakaszba  |
| 6.    | Næstved              | 18 | 5  | 7 | 6  | 26 | 31 | −5  | 17 | Továbbjutott a 2. szakaszba  |
| 7.    | København            | 18 | 6  | 4 | 8  | 30 | 34 | −4  | 16 | Továbbjutott a 2. szakaszba  |
| 8.    | Aarhus               | 18 | 5  | 5 | 8  | 21 | 35 | −14 | 15 | Továbbjutott a 2. szakaszba  |
| 9.    | Ikast (O)            | 18 | 3  | 5 | 10 | 22 | 29 | −7  | 11 | Továbbjutott az osztályozóba |
| 10.   | Fremad Amager (F, K) | 18 | 4  | 0 | 14 | 21 | 47 | −26 | 8  | Továbbjutott az osztályozóba |

### Osztályozó
Az osztályozóban a Fremad Amager csapata kiesett a másodosztályba, míg a Ikast bent maradt az első osztályban.

### Mérkőzések
| Hazai \ Vendég | AGF | BIF | FCK | FA  | IFS | LFC | NIF | OB  | SIF | AAB |
| -------------- | --- | --- | --- | --- | --- | --- | --- | --- | --- | --- |
| Aarhus         | —   | 0–2 | 3–1 | 2–1 | 0–2 | 2–0 | 2–2 | 5–0 | 0–5 | 0–3 |
| Brøndby        | 5–1 | —   | 0–4 | 3–0 | 1–0 | 3–2 | 2–0 | 1–1 | 0–0 | 6–2 |
| København      | 1–1 | 2–1 | —   | 2–3 | 3–2 | 0–3 | 1–1 | 0–1 | 3–0 | 2–0 |
| Fremad Amager  | 0–1 | 1–6 | 3–2 | —   | 3–2 | 0–5 | 1–2 | 0–2 | 1–3 | 1–2 |
| Ikast          | 1–1 | 0–2 | 2–0 | 4–0 | —   | 2–2 | 1–2 | 1–4 | 1–1 | 1–2 |
| Lyngby         | 2–2 | 0–3 | 0–0 | 2–3 | 2–0 | —   | 2–2 | 2–1 | 3–2 | 3–0 |
| Næstved        | 4–1 | 2–3 | 2–3 | 2–1 | 2–2 | 2–2 | —   | 1–3 | 0–0 | 1–1 |
| Odense         | 1–0 | 0–0 | 4–1 | 2–1 | 1–1 | 2–1 | 2–0 | —   | 3–0 | 2–4 |
| Silkeborg      | 0–0 | 0–2 | 3–3 | 1–0 | 1–0 | 2–2 | 0–1 | 1–1 | —   | 2–1 |
| Aalborg        | 5–0 | 4–1 | 5–2 | 4–2 | 2–0 | 1–1 | 4–0 | 2–1 | 2–0 | —   |

## 2. szakasz
| Hely. | Csapat      | M  | Gy | D | V | G+ | G– | Gk  | P  | Továbbjutás vagy kiesés    |
| ----- | ----------- | -- | -- | - | - | -- | -- | --- | -- | -------------------------- |
| 1.    | Aalborg (B) | 14 | 7  | 4 | 3 | 30 | 13 | +17 | 18 | BL, selejtező              |
| 2.    | Brøndby     | 14 | 6  | 3 | 5 | 21 | 18 | +3  | 15 | UEFA-kupa, selejtező       |
| 3.    | Silkeborg   | 14 | 6  | 3 | 5 | 23 | 16 | +7  | 15 | UEFA-kupa, selejtező       |
| 4.    | Aarhus      | 14 | 7  | 2 | 5 | 21 | 23 | −2  | 16 | Intertotó-kupa, csoportkör |
| 5.    | Næstved     | 14 | 5  | 4 | 5 | 21 | 22 | −1  | 14 | Intertotó-kupa, csoportkör |
| 6.    | København   | 14 | 5  | 4 | 5 | 21 | 28 | −7  | 14 | KEK, 1. forduló            |
| 7.    | Lyngby      | 14 | 5  | 1 | 8 | 20 | 28 | −8  | 11 |                            |
| 8.    | Odense      | 14 | 3  | 3 | 8 | 17 | 26 | −9  | 9  | Intertotó-kupa, csoportkör |

### Mérkőzések
| Hazai \ Vendég | AGF | BIF | FCK | LFC | NIF | OB  | SIF | AAB |
| -------------- | --- | --- | --- | --- | --- | --- | --- | --- |
| Aarhus         | —   | 3–0 | 3–0 | 3–2 | 0–0 | 2–1 | 1–0 | 2–1 |
| Brøndby        | 4–1 | —   | 2–3 | 1–2 | 2–1 | 2–0 | 0–0 | 2–1 |
| København      | 2–2 | 1–0 | —   | 3–2 | 2–1 | 1–1 | 2–2 | 0–4 |
| Lyngby         | 2–0 | 0–3 | 1–0 | —   | 3–2 | 1–4 | 2–0 | 2–2 |
| Næstved        | 1–2 | 2–2 | 3–2 | 2–1 | —   | 3–1 | 0–0 | 1–1 |
| Odense         | 3–1 | 1–1 | 1–2 | 3–1 | 0–2 | —   | 2–4 | 0–4 |
| Silkeborg      | 3–1 | 2–0 | 4–1 | 4–1 | 1–2 | 2–0 | —   | 0–2 |
| Aalborg        | 4–0 | 1–2 | 2–2 | 1–0 | 5–1 | 0–0 | 2–1 | —   |

## Statisztikák

### Góllövőlista
| Rank | Player           | Club         | Goals |
| ---- | ---------------- | ------------ | ----- |
| 1    | Erik Bo Andersen | Aalborg      | 24    |
| 2    | Peter Rasmussen  | Aalborg      | 16    |
| 3    | Mark Strudal     | Brøndby      | 12    |
| 3    | Per Frandsen     | København    | 12    |
| 3    | Lars Højer       | København    | 12    |
| 6    | Bo Hansen        | Brøndby      | 11    |
| 7    | Ove Hansen       | Ikast/Odense | 10    |
| 7    | Per Pedersen     | Lyngby       | 10    |
| 7    | Alex Nielsen     | Næstved      | 10    |
| 7    | Heine Fernandez  | Silkeborg    | 10    |